# 어맨다 월러
어맨다 블레이크 월러(Amanda Blake Waller)는 DC 코믹스가 발행하는 만화책의 등장인물이다. 1986년 Legends #1에서 처음 등장하였다. 2009년, IGN의 역사상 최고 빌런에서 60위에 이름을 올렸다.